# 彼女になりたいっ!!!
「彼女になりたいっ!!!」（かのじょになりたいっ!!!）は、ハロプロ研修生の1stインディーズシングル。2012年10月27日にアップフロントワークスから発売された。

## 概要
- ハロプロ研修生がCD作品をリリースするのは本作が初である。
- ハロプロ研修生がバックダンサーを務めたモーニング娘。およびスマイレージのコンサート会場にて販売された[1]。

## 収録曲
作詞・作曲:つんく、編曲:大久保薫
1. 彼女になりたいっ!!!
歌：ハロプロ研修生
2. 彼女になりたいっ!!!（Instrumental）